# Jānis Kaufmanis
Jānis Kaufmanis (Riga, 3 ottobre 1989) è un cestista lettone.

## Palmarès
- Campionato lettone: 2

VEF Riga: 2011-2012
Valmiera: 2015-2016
- Campionato estone: 1

Kalev/Cramo: 2020-2021
- Coppa di Estonia: 1

Kalev/Cramo: 2020
- Lega Lettone-Estone: 1

Kalev/Cramo: 2020-2021